# Ukaz di Ems
L'ukaz di Ems (in russo Эмский указ?, Ėmskij ukaz; in ucraino Емський указ?, Ems'kyj ukaz) fu un ukaz emanato il 30 maggio 1876 dallo zar Alessandro II di Russia che vietava la stampa e la distribuzione di opere in lingua ucraina nei territori dell'Impero russo. Esso prende il nome dalla città tedesca di Bad Ems, luogo della firma del decreto, e fu parte della serie di provvedimenti volti a reprimere l'identità nazionale ucraina presi dal ministro degli Interni Pëtr Aleksandrovič Valuev. Il decreto fu redatto nel 1875 da una commissione che inquisiva la propaganda ucrainofila nei territori meridionali dell'Impero.
L'ukaz vietava la stampa in lingua ucraina di opere originali e di traduzioni e l'importazione dall'estero di pubblicazioni, opere teatrali, testi musicali e letture pubbliche in ucraino. Era permesso stampare i documenti storici secondo l'ortografia ucraina, ma tutte le opere di finzioni dovevano seguire l'ortografia russa. Inoltre, tutti i manoscritti permessi dovevano sottostare a una revisione della censura prima di poter essere pubblicati, l'insegnamento della lingua ucraina nelle scuole primarie fu abolito e gli insegnanti ucraini furono sostituiti da russi.
Redatto segretamente, il decreto non fu mai sottoposto all'esame del Consiglio di Stato o del Consiglio dei Ministri, né fu mai ufficialmente revocato. Esso infatti cessò di esistere il 17 ottobre 1905, quando fu pubblicato il Manifesto delle libertà civili dallo zar Nicola II. Da questi provvedimenti scaturì la chiusura della sezione sudoccidentale della Società geografica russa e del Kyevskyj telegraf, e molti docenti furono espulsi dall'Università di Kiev, tra cui Nikolaj Ivanovič Ziber e Michail Petrovič Dragomanov, il quale condannò pesantemente l'ukaz nell'opuscolo La littérature ukrainienne, proscrite par le gouvernement russe. Rapport présenté au Congrès littéraire de Paris del 1878.